# Llista d'estacions del Metro de Nova York
Aquesta és una llista d'estacions del Metro de Nova York. No s'hi inclouen estacions d'altres sistemes de ferrocarrils de la ciutat de Nova York, com per exemple Staten Island Railway, Port Authority Trans-Hudson, i AirTrain JFK.
La llista d'estacions està ordenada alfanumèricament per línia i per direcció nord-sud.
| Llegenda dels serveis                                   | Llegenda dels serveis                               |
| ------------------------------------------------------- | --------------------------------------------------- |
| Stops all times                                         | Para tot el temps                                   |
| Stops all times except late nights                      | Para sempre menys a altes hores de la nit           |
| Stops late nights only                                  | Para només per la nit                               |
| Stops late nights and weekends                          | Para només per la nit i caps de setmana             |
| Stops weekdays only                                     | Para només entre setmana                            |
| Stops all times except rush hours in the peak direction | Para sempre excepte hores punta                     |
| Stops rush hours only                                   | Para només hora punta                               |
| Stops rush hours in peak direction only                 | Para en hora punta en direcció zones congestionades |
| Station closed                                          | estació tancada                                     |
| Detalls dels periodes de temps                          |                                                     |

| Estació                                 | Accesibilitat | Divisió | Línia                        | Ruta        |
| --------------------------------------- | ------------- | ------- | ---------------------------- | ----------- |
| Court Street                            | 1             | BMT     | Fourth Avenue Line           | M N R       |
| Lawrence Street-MetroTech               | 1             | BMT     | Fourth Avenue Line           | M N R       |
| Myrtle Avenue                           | 1             | BMT     | Fourth Avenue Line           | tancada     |
| DeKalb Avenue                           | 0             | BMT     | Fourth Avenue Line           | B D M N Q R |
| Atlantic Avenue-Pacific Street          | 0             | BMT     | Fourth Avenue Line           | D M N R     |
| Union Street                            | 1             | BMT     | Fourth Avenue Line           | D M N R     |
| 9th Street                              | 1             | BMT     | Fourth Avenue Line           | D M N R     |
| Prospect Avenue                         | 1             | BMT     | Fourth Avenue Line           | D M N R     |
| 25th Street                             | 1             | BMT     | Fourth Avenue Line           | D M N R     |
| 36th Street                             | 1             | BMT     | Fourth Avenue Line           | D M N R     |
| 45th Street                             | 1             | BMT     | Fourth Avenue Line           | N R         |
| 53rd Street                             | 1             | BMT     | Fourth Avenue Line           | N R         |
| 59th Street                             | 1             | BMT     | Fourth Avenue Line           | N R         |
| Bay Ridge Avenue                        | 1             | BMT     | Fourth Avenue Line           | R           |
| 77th Street                             | 1             | BMT     | Fourth Avenue Line           | R           |
| 86th Street                             | 1             | BMT     | Fourth Avenue Line           | R           |
| 95th Street                             | 1             | BMT     | Fourth Avenue Line           | R           |
| 7th Avenue                              | 1             | IND     | Sixth Avenue Line            | B D         |
| 57th Street                             | 1             | IND     | Sixth Avenue Line            | F           |
| 47th-50th Streets-Rockefeller Center    | 1             | IND     | Sixth Avenue Line            | B D F V     |
| 42nd Street-Bryant Park                 | 1             | IND     | Sixth Avenue Line            | B D F V     |
| 34th Street                             | 0             | IND     | Sixth Avenue Line            | B D F V     |
| 23rd Street                             | 1             | IND     | Sixth Avenue Line            | F V         |
| 14th Street                             | 1             | IND     | Sixth Avenue Line            | F V         |
| West Fourth Street-Washington Square    | 0             | IND     | Sixth Avenue Line            | B D F V     |
| Broadway-Lafayette Street               | 1             | IND     | Sixth Avenue Line            | B D F V     |
| Grand Street                            | 1             | IND     | Sixth Avenue Line            | B D         |
| 2nd Avenue                              | 1             | IND     | Sixth Avenue Line            | F V         |
| Delancey Street                         | 1             | IND     | Sixth Avenue Line            | F           |
| East Broadway                           | 1             | IND     | Sixth Avenue Line            | F           |
| York Street                             | 1             | IND     | Sixth Avenue Line            | F           |
| 207th Street                            | 0             | IND     | Eighth Avenue Line           | A           |
| Dyckman Street                          | 1             | IND     | Eighth Avenue Line           | A           |
| 190th Street                            | 1             | IND     | Eighth Avenue Line           | A           |
| 181st Street                            | 1             | IND     | Eighth Avenue Line           | A           |
| 175th Street-GW Bridge Bus Terminal     | 0             | IND     | Eighth Avenue Line           | A           |
| 168th Street                            | 0             | IND     | Eighth Avenue Line           | A C         |
| 163rd Street                            | 1             | IND     | Eighth Avenue Line           | A C         |
| 155th Street                            | 1             | IND     | Eighth Avenue Line           | A C         |
| 145th Street                            | 1             | IND     | Eighth Avenue Line           | A C         |
| 135th Street                            | 1             | IND     | Eighth Avenue Line           | A B C       |
| 125th Street                            | 0             | IND     | Eighth Avenue Line           | A B C D     |
| 116th Street                            | 1             | IND     | Eighth Avenue Line           | A B C       |
| 110th Street                            | 1             | IND     | Eighth Avenue Line           | A B C       |
| 103rd Street                            | 1             | IND     | Eighth Avenue Line           | A B C       |
| 96th Street                             | 1             | IND     | Eighth Avenue Line           | A B C       |
| 86th Street                             | 1             | IND     | Eighth Avenue Line           | A B C       |
| 81st Street-Museum of Natural History   | 1             | IND     | Eighth Avenue Line           | A B C       |
| 72nd Street                             | 1             | IND     | Eighth Avenue Line           | A B C       |
| 59th Street-Columbus Circle             | 1             | IND     | Eighth Avenue Line           | A B C D     |
| 50th Street                             | southbound    | IND     | Eighth Avenue Line           | A C         |
| 42nd Street-Port Authority Bus Terminal | 0             | IND     | Eighth Avenue Line           | A C E       |
| 34th Street-Penn Station                | 0             | IND     | Eighth Avenue Line           | A C E       |
| 23rd Street                             | 1             | IND     | Eighth Avenue Line           | A C E       |
| 14th Street                             | 0             | IND     | Eighth Avenue Line           | A C E       |
| West Fourth Street-Washington Square    | 0             | IND     | Eighth Avenue Line           | A C E       |
| Spring Street                           | 1             | IND     | Eighth Avenue Line           | A C E       |
| Canal Street                            | 1             | IND     | Eighth Avenue Line           | A C E       |
| Chambers Street                         | 1             | IND     | Eighth Avenue Line           | A C         |
| World Trade Center                      | 0             | IND     | Eighth Avenue Line           | E           |
| Broadway-Nassau Street                  | 1             | IND     | Eighth Avenue Line           | A C         |
| High Street-Brooklyn Bridge             | 1             | IND     | Eighth Avenue Line           | A C         |
| Times Square                            | 1             | IRT     | 42nd Street Shuttle          | S           |
| 42nd Street-Grand Central               | 0             | IRT     | 42nd Street Shuttle          | S           |
| 21st Street-Queensbridge                | 0             | IND     | 63rd Street Line (IND)       | F           |
| Roosevelt Island                        | 0             | IND     | 63rd Street Line (IND)       | F           |
| Lexington Avenue-63rd Street            | 0             | IND     | 63rd Street Line (IND)       | F           |
| Jamaica Center-Parsons/Archer           | 0             |         | Archer Avenue Line           | E J Z       |
| Sutphin Boulevard-Archer Avenue-JFK     | 0             |         | Archer Avenue Line           | E J Z       |
| Jamaica-Van Wyck                        | 0             | IND     | Archer Avenue Line (IND)     | E           |
| Ditmars Boulevard-Astoria               | 1             | BMT     | Astoria Line                 | N W         |
| Astoria Boulevard                       | 1             | BMT     | Astoria Line                 | N W         |
| 30th Avenue-Grand Avenue                | 1             | BMT     | Astoria Line                 | N W         |
| Broadway                                | 1             | BMT     | Astoria Line                 | N W         |
| 36th Avenue-Washington Avenue           | 1             | BMT     | Astoria Line                 | N W         |
| 39th Avenue-Beebe Avenue                | 1             | BMT     | Astoria Line                 | N W         |
| Queensboro Plaza                        | 1             | BMT     | Astoria Line                 | N W         |
| Atlantic Avenue                         | 0             | BMT     | Brighton Line                | B Q         |
| 7th Avenue                              | 1             | BMT     | Brighton Line                | B Q         |
| Prospect Park                           | 0             | BMT     | Brighton Line                | B Q         |
| Parkside Avenue                         | 1             | BMT     | Brighton Line                | Q           |
| Church Avenue                           | 1             | BMT     | Brighton Line                | B Q         |
| Beverley Road                           | 1             | BMT     | Brighton Line                | Q           |
| Cortelyou Road                          | 1             | BMT     | Brighton Line                | Q           |
| Newkirk Avenue                          | 1             | BMT     | Brighton Line                | B Q         |
| Avenue H                                | 1             | BMT     | Brighton Line                | Q           |
| Avenue J                                | 1             | BMT     | Brighton Line                | Q           |
| Avenue M                                | 1             | BMT     | Brighton Line                | Q           |
| Kings Highway                           | 1             | BMT     | Brighton Line                | B Q         |
| Avenue U                                | 1             | BMT     | Brighton Line                | Q           |
| Neck Road                               | 1             | BMT     | Brighton Line                | Q           |
| Sheepshead Bay                          | 1             | BMT     | Brighton Line                | B Q         |
| Brighton Beach                          | 1             | BMT     | Brighton Line                | B Q         |
| Ocean Parkway                           | 1             | BMT     | Brighton Line                | Q           |
| West Eighth Street-New York Aquarium    | 1             | BMT     | Brighton Line                | Q           |
| Coney Island-Stillwell Avenue           | 0             | BMT     | Brighton Line                | Q           |
| Lexington Avenue-59th Street            | 1             | BMT     | Broadway Line                | N R W       |
| 5th Avenue                              | 1             | BMT     | Broadway Line                | N R W       |
| 57th Street                             | 1             | BMT     | Broadway Line                | N Q R W     |
| 49th Street                             | northbound    | BMT     | Broadway Line                | N R W       |
| Times Square-42nd Street                | 0             | BMT     | Broadway Line                | N Q R W     |
| 34th Street                             | 0             | BMT     | Broadway Line                | N Q R W     |
| 28th Street                             | 1             | BMT     | Broadway Line                | N R W       |
| 23rd Street                             | 1             | BMT     | Broadway Line                | N R W       |
| 14th Street-Union Square                | 0             | BMT     | Broadway Line                | N Q R W     |
| 8th Street                              | 1             | BMT     | Broadway Line                | N R W       |
| Prince Street                           | 1             | BMT     | Broadway Line                | N R W       |
| Canal Street                            | 1             | BMT     | Broadway Line                | N Q R W     |
| City Hall                               | 1             | BMT     | Broadway Line                | N R W       |
| Cortlandt Street                        | southbound    | BMT     | Broadway Line                | N R W       |
| Rector Street                           | 1             | BMT     | Broadway Line                | N R W       |
| Whitehall Street-South Ferry            | 1             | BMT     | Broadway Line                | N R W       |
| Van Cortlandt Park-242nd Street         | 1             | IRT     | Broadway-Seventh Avenue Line | 1           |
| 238th Street                            | 1             | IRT     | Broadway-Seventh Avenue Line | 1           |
| 231st Street                            | 0             | IRT     | Broadway-Seventh Avenue Line | 1           |
| Marble Hill-225th Street                | 1             | IRT     | Broadway-Seventh Avenue Line | 1           |
| 215th Street                            | 1             | IRT     | Broadway-Seventh Avenue Line | 1           |
| 207th Street                            | 1             | IRT     | Broadway-Seventh Avenue Line | 1           |
| Dyckman Street                          | 1             | IRT     | Broadway-Seventh Avenue Line | 1           |
| 191st Street                            | 1             | IRT     | Broadway-Seventh Avenue Line | 1           |
| 181st Street                            | 1             | IRT     | Broadway-Seventh Avenue Line | 1           |
| 168th Street                            | 1             | IRT     | Broadway-Seventh Avenue Line | 1           |
| 157th Street                            | 1             | IRT     | Broadway-Seventh Avenue Line | 1           |
| 145th Street                            | 1             | IRT     | Broadway-Seventh Avenue Line | 1           |
| 137th Street-City College               | 1             | IRT     | Broadway-Seventh Avenue Line | 1           |
| 125th Street                            | 1             | IRT     | Broadway-Seventh Avenue Line | 1           |
| 116th Street-Columbia University        | 1             | IRT     | Broadway-Seventh Avenue Line | 1           |
| Cathedral Parkway-110th Street          | 1             | IRT     | Broadway-Seventh Avenue Line | 1           |
| 103rd Street                            | 1             | IRT     | Broadway-Seventh Avenue Line | 1           |
| 96th Street                             | 1             | IRT     | Broadway-Seventh Avenue Line | 1 2 3       |
| 91st Street                             | 1             | IRT     | Broadway-Seventh Avenue Line | tancada     |
| 86th Street                             | 1             | IRT     | Broadway-Seventh Avenue Line | 1 2         |
| 79th Street                             | 1             | IRT     | Broadway-Seventh Avenue Line | 1 2         |
| 72nd Street                             | 0             | IRT     | Broadway-Seventh Avenue Line | 1 2 3       |
| 66th Street-Lincoln Center              | 0             | IRT     | Broadway-Seventh Avenue Line | 1 2         |
| 59th Street-Columbus Circle             | 1             | IRT     | Broadway-Seventh Avenue Line | 1 2         |
| 50th Street                             | 1             | IRT     | Broadway-Seventh Avenue Line | 1 2         |
| Times Square-42nd Street                | 0             | IRT     | Broadway-Seventh Avenue Line | 1 2 3       |
| 34th Street-Penn Station                | 0             | IRT     | Broadway-Seventh Avenue Line | 1 2 3       |
| 28th Street                             | 1             | IRT     | Broadway-Seventh Avenue Line | 1 2         |
| 23rd Street                             | 1             | IRT     | Broadway-Seventh Avenue Line | 1 2         |
| 18th Street                             | 1             | IRT     | Broadway-Seventh Avenue Line | 1 2         |
| 14th Street                             | 1             | IRT     | Broadway-Seventh Avenue Line | 1 2 3       |
| Christopher Street                      | 1             | IRT     | Broadway-Seventh Avenue Line | 1 2         |
| Canal Street                            | 1             | IRT     | Broadway-Seventh Avenue Line | 1 2         |
| Franklin Street                         | 1             | IRT     | Broadway-Seventh Avenue Line | 1 2         |
| Chambers Street                         | 1             | IRT     | Broadway-Seventh Avenue Line | 1 2 3       |
| Cortlandt Street                        | 1             | IRT     | Broadway-Seventh Avenue Line | tancada     |
| Rector Street                           | 1             | IRT     | Broadway-Seventh Avenue Line | 1           |
| South Ferry                             | 1             | IRT     | Broadway-Seventh Avenue Line | 1           |
| Park Place                              | 1             | IRT     | Broadway-Seventh Avenue Line | 2 3         |
| Fulton Street                           | 1             | IRT     | Broadway-Seventh Avenue Line | 2 3         |
| Wall Street                             | 1             | IRT     | Broadway-Seventh Avenue Line | 2 3         |
| Clark Street                            | 1             | IRT     | Broadway-Seventh Avenue Line | 2 3         |
| Borough Hall                            | 0             | IRT     | Broadway-Seventh Avenue Line | 2 3         |
| 8th Avenue                              | 0             | BMT     | Canarsie Line                | L           |
| 6th Avenue                              | 1             | BMT     | Canarsie Line                | L           |
| Union Square-14th Street                | 0             | BMT     | Canarsie Line                | L           |
| 3rd Avenue                              | 1             | BMT     | Canarsie Line                | L           |
| 1st Avenue                              | 1             | BMT     | Canarsie Line                | L           |
| Bedford Avenue                          | 1             | BMT     | Canarsie Line                | L           |
| Lorimer Street                          | 1             | BMT     | Canarsie Line                | L           |
| Graham Avenue                           | 1             | BMT     | Canarsie Line                | L           |
| Grand Street                            | 1             | BMT     | Canarsie Line                | L           |
| Montrose Avenue                         | 1             | BMT     | Canarsie Line                | L           |
| Morgan Avenue                           | 1             | BMT     | Canarsie Line                | L           |
| Jefferson Street                        | 1             | BMT     | Canarsie Line                | L           |
| DeKalb Avenue                           | 1             | BMT     | Canarsie Line                | L           |
| Myrtle-Wyckoff Avenues                  | 1             | BMT     | Canarsie Line                | L           |
| Halsey Street                           | 1             | BMT     | Canarsie Line                | L           |
| Wilson Avenue                           | 1             | BMT     | Canarsie Line                | L           |
| Bushwick Avenue-Aberdeen Street         | 1             | BMT     | Canarsie Line                | L           |
| Broadway Junction                       | 1             | BMT     | Canarsie Line                | L           |
| Atlantic Avenue                         | 1             | BMT     | Canarsie Line                | L           |
| Sutter Avenue                           | 1             | BMT     | Canarsie Line                | L           |
| Livonia Avenue                          | 1             | BMT     | Canarsie Line                | L           |
| New Lots Avenue                         | 1             | BMT     | Canarsie Line                | L           |
| East 105th Street                       | 1             | BMT     | Canarsie Line                | L           |
| Rockaway Parkway                        | 0             | BMT     | Canarsie Line                | L           |
| 205th Street                            | 1             | IND     | Concourse Line               | D           |
| Bedford Park Boulevard                  | 1             | IND     | Concourse Line               | B D         |
| Kingsbridge Road                        | 1             | IND     | Concourse Line               | B D         |
| Fordham Road                            | 1             | IND     | Concourse Line               | B D         |
| 182nd-183rd Streets                     | 1             | IND     | Concourse Line               | B D         |
| Tremont Avenue                          | 1             | IND     | Concourse Line               | B D         |
| 174th-175th Streets                     | 1             | IND     | Concourse Line               | B D         |
| 170th Street                            | 1             | IND     | Concourse Line               | B D         |
| 167th Street                            | 1             | IND     | Concourse Line               | B D         |
| 161st Street                            | 0             | IND     | Concourse Line               | B D         |
| 155th Street                            | 1             | IND     | Concourse Line               | B D         |
| 145th Street                            | 1             | IND     | Concourse Line               | B D         |
| Court Square                            | 1             | IND     | Crosstown Line               | G           |
| 21st Street                             | 1             | IND     | Crosstown Line               | G           |
| Greenpoint Avenue                       | 1             | IND     | Crosstown Line               | G           |
| Nassau Avenue                           | 1             | IND     | Crosstown Line               | G           |
| Metropolitan Avenue                     | 1             | IND     | Crosstown Line               | G           |
| Broadway                                | 1             | IND     | Crosstown Line               | G           |
| Flushing Avenue                         | 1             | IND     | Crosstown Line               | G           |
| Myrtle-Willoughby Avenues               | 1             | IND     | Crosstown Line               | G           |
| Bedford-Nostrand Avenues                | 1             | IND     | Crosstown Line               | G           |
| Classon Avenue                          | 1             | IND     | Crosstown Line               | G           |
| Clinton-Washington Avenues              | 1             | IND     | Crosstown Line               | G           |
| Fulton Street                           | 1             | IND     | Crosstown Line               | G           |
| Hoyt-Schermerhorn Street                | 1             | IND     | Crosstown Line               | G           |
| Jay Street-Borough Hall                 | 1             | IND     | Culver Line                  | F G         |
| Bergen Street                           | 1             | IND     | Culver Line                  | F G         |
| Carroll Street                          | 1             | IND     | Culver Line                  | F G         |
| Smith-Ninth Streets                     | 1             | IND     | Culver Line                  | F G         |
| 4th Avenue                              | 1             | IND     | Culver Line                  | F           |
| 7th Avenue                              | 1             | IND     | Culver Line                  | F           |
| 15th Street-Prospect Park               | 1             | IND     | Culver Line                  | F           |
| Fort Hamilton Parkway                   | 1             | IND     | Culver Line                  | F           |
| Church Avenue                           | 1             | IND     | Culver Line                  | F           |
| 9th Avenue                              | 1             | BMT     | Culver Shuttle               | tancada     |
| Ditmas Avenue                           | 1             | IND     | Culver Line                  | F           |
| 18th Avenue                             | 1             | IND     | Culver Line                  | F           |
| Avenue I                                | 1             | IND     | Culver Line                  | F           |
| Bay Parkway                             | 1             | IND     | Culver Line                  | F           |
| Avenue N                                | 1             | IND     | Culver Line                  | F           |
| Avenue P                                | 1             | IND     | Culver Line                  | F           |
| Kings Highway                           | 1             | IND     | Culver Line                  | F           |
| Avenue U                                | 1             | IND     | Culver Line                  | F           |
| Avenue X                                | 1             | IND     | Culver Line                  | F           |
| Neptune Avenue                          | 1             | IND     | Culver Line                  | F           |
| West Eighth Street-New York Aquarium    | 1             | IND     | Culver Line                  | F           |
| Coney Island-Stillwell Avenue           | 0             | IND     | Culver Line                  | F           |
| Eastchester-Dyre Avenue                 | 1             | IRT     | Dyre Avenue Line             | 5           |
| Baychester Avenue                       | 1             | IRT     | Dyre Avenue Line             | 5           |
| Gun Hill Road                           | 1             | IRT     | Dyre Avenue Line             | 5           |
| Pelham Parkway                          | 1             | IRT     | Dyre Avenue Line             | 5           |
| Morris Park                             | 1             | IRT     | Dyre Avenue Line             | 5           |
| East 180th Street                       | 1             | IRT     | Dyre Avenue Line             | tancada     |
| Borough Hall                            | northbound    | IRT     | Eastern Parkway Line         | 4 5         |
| Hoyt Street-Fulton Mall                 | 1             | IRT     | Eastern Parkway Line         | 2 3         |
| Nevins Street                           | 1             | IRT     | Eastern Parkway Line         |             |
| Atlantic Avenue                         | 0             | IRT     | Eastern Parkway Line         |             |
| Bergen Street                           | 1             | IRT     | Eastern Parkway Line         | 2 3 4       |
| Grand Army Plaza                        | 1             | IRT     | Eastern Parkway Line         | 2 3 4       |
| Eastern Parkway-Brooklyn Museum         | 1             | IRT     | Eastern Parkway Line         | 2 3 4       |
| Franklin Avenue                         | 1             | IRT     | Eastern Parkway Line         | 2 3 4 5     |
| Nostrand Avenue                         | 1             | IRT     | Eastern Parkway Line         | 2 3 4       |
| Kingston Avenue                         | 1             | IRT     | Eastern Parkway Line         | 2 3 4       |
| Utica Avenue                            | 0             | IRT     | Eastern Parkway Line         | 2 3 4 5     |
| Main Street-Flushing                    | 0             | IRT     | Flushing Line                | 7 <7>       |
| Willets Point-Shea Stadium              | 1             | IRT     | Flushing Line                | 7 <7>       |
| 111th Street                            | 1             | IRT     | Flushing Line                | 7           |
| 103rd Street-Corona Plaza               | 1             | IRT     | Flushing Line                | 7           |
| Junction Boulevard                      | 0             | IRT     | Flushing Line                | 7 <7>       |
| 90th Street-Elmhurst Avenue             | 1             | IRT     | Flushing Line                | 7           |
| 82nd Street-Jackson Heights             | 1             | IRT     | Flushing Line                | 7           |
| 74th Street-Broadway                    | 0             | IRT     | Flushing Line                | 7           |
| 69th Street-Fisk Avenue                 | 1             | IRT     | Flushing Line                | 7           |
| 61st Street-Woodside                    | 0             | IRT     | Flushing Line                | 7 <7>       |
| 52nd Street-Lincoln Avenue              | 1             | IRT     | Flushing Line                | 7           |
| 46th Street-Bliss Street                | 1             | IRT     | Flushing Line                | 7           |
| 40th Street-Lowery Street               | 1             | IRT     | Flushing Line                | 7           |
| 33rd Street-Rawson Street               | 1             | IRT     | Flushing Line                | 7           |
| Queensboro Plaza                        | 1             | IRT     | Flushing Line                | 7 <7>       |
| 45th Road-Court House Square            | 1             | IRT     | Flushing Line                | 7 <7>       |
| Hunters Point Avenue                    | 1             | IRT     | Flushing Line                | 7 <7>       |
| Vernon Boulevard-Jackson Avenue         | 1             | IRT     | Flushing Line                | 7 <7>       |
| 42nd Street-Grand Central               | 0             | IRT     | Flushing Line                | 7 <7>       |
| 5th Avenue-Bryant Park                  | 1             | IRT     | Flushing Line                | 7 <7>       |
| Times Square                            | 0             | IRT     | Flushing Line                | 7 <7>       |
| Franklin Avenue                         | 0             | BMT     | Franklin Avenue Line         | S           |
| Dean Street                             | 1             | BMT     | Franklin Avenue Line         | tancada     |
| Park Place                              | 0             | BMT     | Franklin Avenue Line         | S           |
| Botanic Garden                          | 1             | BMT     | Franklin Avenue Line         | S           |
| Prospect Park                           | 0             | BMT     | Franklin Avenue Line         | S           |
| Jay Street-Borough Hall                 | 1             | IND     | Fulton Street Line           | A C         |
| Hoyt-Schermerhorn Street                | 1             | IND     | Fulton Street Line           | A C         |
| Lafayette Avenue                        | 1             | IND     | Fulton Street Line           | A C         |
| Clinton-Washington Avenues              | 1             | IND     | Fulton Street Line           | A C         |
| Franklin Avenue                         | 0             | IND     | Fulton Street Line           | A C         |
| Nostrand Avenue                         | 1             | IND     | Fulton Street Line           | A C         |
| Kingston-Throop Avenues                 | 1             | IND     | Fulton Street Line           | A C         |
| Utica Avenue                            | 1             | IND     | Fulton Street Line           | A C         |
| Ralph Avenue                            | 1             | IND     | Fulton Street Line           | A C         |
| Rockaway Avenue                         | 1             | IND     | Fulton Street Line           | A C         |
| Broadway Junction                       | 1             | IND     | Fulton Street Line           | A C         |
| Liberty Avenue                          | 1             | IND     | Fulton Street Line           | A C         |
| Van Siclen Avenue                       | 1             | IND     | Fulton Street Line           | A C         |
| Shepherd Avenue                         | 1             | IND     | Fulton Street Line           | A C         |
| Euclid Avenue                           | 0             | IND     | Fulton Street Line           | A C         |
| Grant Avenue                            | 1             | IND     | Fulton Street Line           | A           |
| 80th Street-Hudson Street               | 1             | IND     | Fulton Street Line           | A           |
| 88th Street-Boyd Avenue                 | 1             | IND     | Fulton Street Line           | A           |
| Rockaway Boulevard                      | 1             | IND     | Fulton Street Line           | A           |
| 104th Street                            | 1             | IND     | Fulton Street Line           | A           |
| 111th Street                            | 1             | IND     | Fulton Street Line           | A           |
| Lefferts Boulevard                      | 1             | IND     | Fulton Street Line           | A           |
| 121st Street                            | 1             | BMT     | Jamaica Line                 | J Z         |
| 111th Street                            | 1             | BMT     | Jamaica Line                 | J           |
| 104th Street                            | 1             | BMT     | Jamaica Line                 | J Z         |
| Woodhaven Boulevard                     | 1             | BMT     | Jamaica Line                 | J Z         |
| 85th Street-Forest Parkway              | 1             | BMT     | Jamaica Line                 | J           |
| 75th Street                             | 1             | BMT     | Jamaica Line                 | J Z         |
| Cypress Hills                           | 1             | BMT     | Jamaica Line                 | J           |
| Crescent Street                         | 1             | BMT     | Jamaica Line                 | J Z         |
| Norwood Avenue                          | 1             | BMT     | Jamaica Line                 | J Z         |
| Cleveland Street                        | 1             | BMT     | Jamaica Line                 | J           |
| Van Siclen Avenue                       | 1             | BMT     | Jamaica Line                 | J Z         |
| Alabama Avenue                          | 1             | BMT     | Jamaica Line                 | J           |
| Broadway Junction                       | 1             | BMT     | Jamaica Line                 | J Z         |
| Chauncey Street                         | 1             | BMT     | Jamaica Line                 | J Z         |
| Halsey Street                           | 1             | BMT     | Jamaica Line                 | J           |
| Gates Avenue                            | 1             | BMT     | Jamaica Line                 | J Z         |
| Kosciuszko Street                       | 1             | BMT     | Jamaica Line                 | J           |
| Myrtle Avenue                           | 1             | BMT     | Jamaica Line                 | J M Z       |
| Flushing Avenue                         | 0             | BMT     | Jamaica Line                 | J M         |
| Lorimer Street                          | 1             | BMT     | Jamaica Line                 | J M         |
| Hewes Street                            | 1             | BMT     | Jamaica Line                 | J M         |
| Marcy Avenue                            | 0             | BMT     | Jamaica Line                 | J M Z       |
| Woodlawn                                | 1             | IRT     | Jerome Avenue Line           | 4           |
| Mosholu Parkway                         | 1             | IRT     | Jerome Avenue Line           | 4           |
| Bedford Park Boulevard                  | 1             | IRT     | Jerome Avenue Line           | 4           |
| Kingsbridge Road                        | 1             | IRT     | Jerome Avenue Line           | 4           |
| Fordham Road                            | 0             | IRT     | Jerome Avenue Line           | 4           |
| 183rd Street                            | 1             | IRT     | Jerome Avenue Line           | 4           |
| Burnside Avenue                         | 1             | IRT     | Jerome Avenue Line           | 4           |
| 176th Street                            | 1             | IRT     | Jerome Avenue Line           | 4           |
| Mount Eden Avenue                       | 1             | IRT     | Jerome Avenue Line           | 4           |
| 170th Street                            | 1             | IRT     | Jerome Avenue Line           | 4           |
| 167th Street                            | 1             | IRT     | Jerome Avenue Line           | 4           |
| 161st Street-Yankee Stadium             | 0             | IRT     | Jerome Avenue Line           | 4           |
| 149th Street-Grand Concourse            | 1             | IRT     | Jerome Avenue Line           | 4           |
| 138th Street                            | 1             | IRT     | Jerome Avenue Line           | 4 5         |
| 148th Street-Lenox Terminal             | 1             | IRT     | Lenox Avenue Line            | 3           |
| 145th Street                            | 1             | IRT     | Lenox Avenue Line            | 3           |
| 135th Street                            | 1             | IRT     | Lenox Avenue Line            | 2 3         |
| 125th Street                            | 1             | IRT     | Lenox Avenue Line            | 2 3         |
| 116th Street                            | 1             | IRT     | Lenox Avenue Line            | 2 3         |
| 110th Street-Central Park North         | 1             | IRT     | Lenox Avenue Line            | 2 3         |
| 125th Street                            | 0             | IRT     | Lexington Avenue Line        | 4 5 6 <6>   |
| 116th Street                            | 1             | IRT     | Lexington Avenue Line        | 4 6 <6>     |
| 110th Street                            | 1             | IRT     | Lexington Avenue Line        | 4 6 <6>     |
| 103rd Street                            | 1             | IRT     | Lexington Avenue Line        | 4 6 <6>     |
| 96th Street                             | 1             | IRT     | Lexington Avenue Line        | 4 6 <6>     |
| 86th Street                             | 1             | IRT     | Lexington Avenue Line        | 4 5 6 <6>   |
| 77th Street                             | 1             | IRT     | Lexington Avenue Line        | 4 6 <6>     |
| 68th Street-Hunter College              | 1             | IRT     | Lexington Avenue Line        | 4 6 <6>     |
| 59th Street                             | 1             | IRT     | Lexington Avenue Line        | 4 5 6 <6>   |
| 51st Street                             | 0             | IRT     | Lexington Avenue Line        | 4 6 <6>     |
| 42nd Street-Grand Central               | 0             | IRT     | Lexington Avenue Line        | 4 5 6 <6>   |
| 33rd Street                             | 1             | IRT     | Lexington Avenue Line        | 4 6 <6>     |
| 28th Street                             | 1             | IRT     | Lexington Avenue Line        | 4 6 <6>     |
| 23rd Street                             | 1             | IRT     | Lexington Avenue Line        | 4 6 <6>     |
| 18th Street                             | 1             | IRT     | Lexington Avenue Line        | tancada     |
| 14th Street-Union Square                | 1             | IRT     | Lexington Avenue Line        | 4 5 6 <6>   |
| Astor Place                             | 1             | IRT     | Lexington Avenue Line        | 4 6 <6>     |
| Bleecker Street                         | 1             | IRT     | Lexington Avenue Line        | 4 6 <6>     |
| Spring Street                           | 1             | IRT     | Lexington Avenue Line        | 4 6 <6>     |
| Canal Street                            | 0             | IRT     | Lexington Avenue Line        | 4 6 <6>     |
| Worth Street                            | 1             | IRT     | Lexington Avenue Line        | tancada     |
| Brooklyn Bridge-City Hall               | 0             | IRT     | Lexington Avenue Line        | 4 5 6 <6>   |
| City Hall                               | 1             | IRT     | Lexington Avenue Line        | tancada     |
| Fulton Street                           | 1             | IRT     | Lexington Avenue Line        | 4 5         |
| Wall Street                             | 1             | IRT     | Lexington Avenue Line        | 4 5         |
| Bowling Green                           | 0             | IRT     | Lexington Avenue Line        | 4 5         |
| South Ferry                             | 1             | IRT     | Lexington Avenue Line        | tancada     |
| Metropolitan Avenue                     | 0             | BMT     | Myrtle Avenue Line           | M           |
| Fresh Pond Road                         | 1             | BMT     | Myrtle Avenue Line           | M           |
| Forest Avenue                           | 1             | BMT     | Myrtle Avenue Line           | M           |
| Seneca Avenue                           | 1             | BMT     | Myrtle Avenue Line           | M           |
| Myrtle-Wyckoff Avenues                  | 1             | BMT     | Myrtle Avenue Line           | M           |
| Knickerbocker Avenue                    | 1             | BMT     | Myrtle Avenue Line           | M           |
| Central Avenue                          | 1             | BMT     | Myrtle Avenue Line           | M           |
| Essex Street                            | 1             | BMT     | Nassau Street Line           | J M Z       |
| Bowery                                  | 1             | BMT     | Nassau Street Line           | J M Z       |
| Canal Street                            | 1             | BMT     | Nassau Street Line           | J M Z       |
| Chambers Street                         | 1             | BMT     | Nassau Street Line           | J M Z       |
| Fulton Street                           | 1             | BMT     | Nassau Street Line           | J M Z       |
| Broad Street                            | 1             | BMT     | Nassau Street Line           | J M Z       |
| Sutter Avenue-Rutland Road              | 1             | IRT     | New Lots Line                | 2 3 4 5     |
| Saratoga Avenue                         | 1             | IRT     | New Lots Line                | 2 3 4 5     |
| Rockaway Avenue                         | 1             | IRT     | New Lots Line                | 2 3 4 5     |
| Junius Street                           | 1             | IRT     | New Lots Line                | 2 3 4 5     |
| Pennsylvania Avenue                     | 1             | IRT     | New Lots Line                | 2 3 4 5     |
| Van Siclen Avenue                       | 1             | IRT     | New Lots Line                | 2 3 4 5     |
| New Lots Avenue                         | 1             | IRT     | New Lots Line                | 2 3 4 5     |
| President Street                        | 1             | IRT     | Nostrand Avenue Line         | 2 5         |
| Sterling Street                         | 1             | IRT     | Nostrand Avenue Line         | 2 5         |
| Winthrop Street                         | 1             | IRT     | Nostrand Avenue Line         | 2 5         |
| Church Avenue                           | 0             | IRT     | Nostrand Avenue Line         | 2 5         |
| Beverly Road                            | 1             | IRT     | Nostrand Avenue Line         | 2 5         |
| Newkirk Avenue                          | 1             | IRT     | Nostrand Avenue Line         | 2 5         |
| Flatbush Avenue                         | 0             | IRT     | Nostrand Avenue Line         | 2 5         |
| Pelham Bay Park                         | 0             | IRT     | Pelham Line                  | 6 <6>       |
| Buhre Avenue                            | 1             | IRT     | Pelham Line                  | 6 <6>       |
| Middletown Road                         | 1             | IRT     | Pelham Line                  | 6 <6>       |
| Westchester Square-East Tremont Avenue  | 1             | IRT     | Pelham Line                  | 6 <6>       |
| Zerega Avenue                           | 1             | IRT     | Pelham Line                  | 6 <6>       |
| Castle Hill Avenue                      | 1             | IRT     | Pelham Line                  | 6           |
| Parkchester                             | 1             | IRT     | Pelham Line                  | 6 <6>       |
| St. Lawrence Avenue                     | 1             | IRT     | Pelham Line                  | 6           |
| Morrison-Sound View Avenues             | 1             | IRT     | Pelham Line                  | 6           |
| Elder Avenue                            | 1             | IRT     | Pelham Line                  | 6           |
| Whitlock Avenue                         | 1             | IRT     | Pelham Line                  | 6           |
| Hunts Point Avenue                      | 1             | IRT     | Pelham Line                  | 6 <6>       |
| Longwood Avenue                         | 1             | IRT     | Pelham Line                  | 6           |
| East 149th Street                       | 1             | IRT     | Pelham Line                  | 6           |
| East 143rd Street-St. Mary's Street     | 1             | IRT     | Pelham Line                  | 6           |
| Cypress Avenue                          | 1             | IRT     | Pelham Line                  | 6           |
| Brook Avenue                            | 1             | IRT     | Pelham Line                  | 6           |
| 3rd Avenue-138th Street                 | 1             | IRT     | Pelham Line                  | 6 <6>       |
| Aqueduct Racetrack                      | 1             | IND     | Rockaway Line                | A           |
| Aqueduct-North Conduit                  | 1             | IND     | Rockaway Line                | A           |
| Howard Beach-JFK                        | 0             | IND     | Rockaway Line                | A           |
| Broad Channel                           | 1             | IND     | Rockaway Line                | A S         |
| Beach 67th Street-Gaston                | 1             | IND     | Rockaway Line                | A           |
| Beach 60th Street-Straiton              | 1             | IND     | Rockaway Line                | A           |
| Beach 44th Street-Frank Avenue          | 1             | IND     | Rockaway Line                | A           |
| Beach 36th Street-Edgemere              | 1             | IND     | Rockaway Line                | A           |
| Beach 25th Street-Wavecrest             | 1             | IND     | Rockaway Line                | A           |
| Far Rockaway-Mott Avenue                | 1             | IND     | Rockaway Line                | A           |
| Beach 90th Street-Holland               | 1             | IND     | Rockaway Line                | A S         |
| Beach 98th Street-Playland              | 1             | IND     | Rockaway Line                | A S         |
| Beach 105th Street-Seaside              | 1             | IND     | Rockaway Line                | A S         |
| Rockaway Park-Beach 116th Street        | 0             | IND     | Rockaway Line                | A S         |
| 179th Street                            | 0             | IND     | Queens Boulevard Line        | E F         |
| 169th Street                            | 1             | IND     | Queens Boulevard Line        | F           |
| Parsons Boulevard                       | 1             | IND     | Queens Boulevard Line        | E F         |
| Sutphin Boulevard                       | 1             | IND     | Queens Boulevard Line        | F           |
| Briarwood-Van Wyck                      | 1             | IND     | Queens Boulevard Line        | E F         |
| Union Turnpike-Kew Gardens              | 1             | IND     | Queens Boulevard Line        | E F         |
| 75th Avenue                             | 1             | IND     | Queens Boulevard Line        | E F         |
| Forest Hills-71st Avenue                | 1             | IND     | Queens Boulevard Line        | E F G R V   |
| 67th Avenue                             | 1             | IND     | Queens Boulevard Line        | E G R V     |
| 63rd Drive-Rego Park                    | 1             | IND     | Queens Boulevard Line        | E G R V     |
| Woodhaven Boulevard                     | 1             | IND     | Queens Boulevard Line        | E G R V     |
| Grand Avenue-Newtown                    | 1             | IND     | Queens Boulevard Line        | E G R V     |
| Elmhurst Avenue                         | 1             | IND     | Queens Boulevard Line        | E G R V     |
| Roosevelt Avenue-Jackson Heights        | 0             | IND     | Queens Boulevard Line        | E F G R V   |
| 65th Street                             | 1             | IND     | Queens Boulevard Line        | E G R V     |
| Northern Boulevard                      | 1             | IND     | Queens Boulevard Line        | E G R V     |
| 46th Street                             | 1             | IND     | Queens Boulevard Line        | E G R V     |
| Steinway Street                         | 1             | IND     | Queens Boulevard Line        | E G R V     |
| 36th Street                             | 1             | IND     | Queens Boulevard Line        | E G R V     |
| Queens Plaza                            | 0             | IND     | Queens Boulevard Line        | E G R V     |
| 23rd Street-Ely Avenue                  | 1             | IND     | Queens Boulevard Line        | E V         |
| Lexington Avenue-53rd Street            | 0             | IND     | Queens Boulevard Line        | E V         |
| 5th Avenue/53rd Street                  | 1             | IND     | Queens Boulevard Line        | E V         |
| 7th Avenue                              | 1             | IND     | Queens Boulevard Line        | E           |
| 50th Street                             | southbound    | IND     | Queens Boulevard Line        | E           |
| 8th Avenue                              | 1             | BMT     | Sea Beach Line               | N           |
| Fort Hamilton Parkway                   | 1             | BMT     | Sea Beach Line               | N           |
| New Utrecht Avenue                      | 1             | BMT     | Sea Beach Line               | N           |
| 18th Avenue                             | 1             | BMT     | Sea Beach Line               | N           |
| 20th Avenue                             | 1             | BMT     | Sea Beach Line               | N           |
| Bay Parkway                             | 1             | BMT     | Sea Beach Line               | N           |
| Kings Highway                           | 1             | BMT     | Sea Beach Line               | N           |
| Avenue U                                | 1             | BMT     | Sea Beach Line               | N           |
| 86th Street                             | 1             | BMT     | Sea Beach Line               | N           |
| Coney Island-Stillwell Avenue           | 0             | BMT     | Sea Beach Line               | N           |
| 9th Avenue                              | 1             | BMT     | West End Line                | D M         |
| Fort Hamilton Parkway                   | 1             | BMT     | West End Line                | D M         |
| 50th Street                             | 1             | BMT     | West End Line                | D M         |
| 55th Street                             | 1             | BMT     | West End Line                | D M         |
| 62nd Street                             | 1             | BMT     | West End Line                | D M         |
| 71st Street                             | 1             | BMT     | West End Line                | D M         |
| 79th Street                             | 1             | BMT     | West End Line                | D M         |
| 18th Avenue                             | 1             | BMT     | West End Line                | D M         |
| 20th Avenue                             | 1             | BMT     | West End Line                | D M         |
| Bay Parkway                             | 1             | BMT     | West End Line                | D M         |
| 25th Avenue                             | 1             | BMT     | West End Line                | D           |
| Bay 50th Street                         | 1             | BMT     | West End Line                | D           |
| Coney Island-Stillwell Avenue           | 0             | BMT     | West End Line                | D           |
| 241st Street                            | 1             | IRT     | White Plains Road Line       | 2           |
| Nereid Avenue                           | 1             | IRT     | White Plains Road Line       | 2 5         |
| 233rd Street                            | 0             | IRT     | White Plains Road Line       | 2 5         |
| 225th Street                            | 1             | IRT     | White Plains Road Line       | 2 5         |
| 219th Street                            | 1             | IRT     | White Plains Road Line       | 2 5         |
| Gun Hill Road                           | 0             | IRT     | White Plains Road Line       | 2 5         |
| Burke Avenue                            | 1             | IRT     | White Plains Road Line       | 2 5         |
| Allerton Avenue                         | 1             | IRT     | White Plains Road Line       | 2 5         |
| Pelham Parkway                          | 0             | IRT     | White Plains Road Line       | 2 5         |
| Bronx Park East                         | 1             | IRT     | White Plains Road Line       | 2 5         |
| East 180th Street                       | 1             | IRT     | White Plains Road Line       | 2 5         |
| West Farms Square-East Tremont Avenue   | 1             | IRT     | White Plains Road Line       | 2 5         |
| 174th Street                            | 1             | IRT     | White Plains Road Line       | 2 5         |
| Freeman Street                          | 1             | IRT     | White Plains Road Line       | 2 5         |
| Simpson Street                          | 0             | IRT     | White Plains Road Line       | 2 5         |
| Intervale Avenue                        | 1             | IRT     | White Plains Road Line       | 2 5         |
| Prospect Avenue                         | 1             | IRT     | White Plains Road Line       | 2 5         |
| Jackson Avenue                          | 1             | IRT     | White Plains Road Line       | 2 5         |
| 3rd Avenue-149th Street                 | 0             | IRT     | White Plains Road Line       | 2 5         |
| 149th Street-Grand Concourse            | 1             | IRT     | White Plains Road Line       | 2 5         |